# Storia di Novokuzneck
Questa pagina riguarda la storia della città russa di Novokuzneck.

## Fondazione

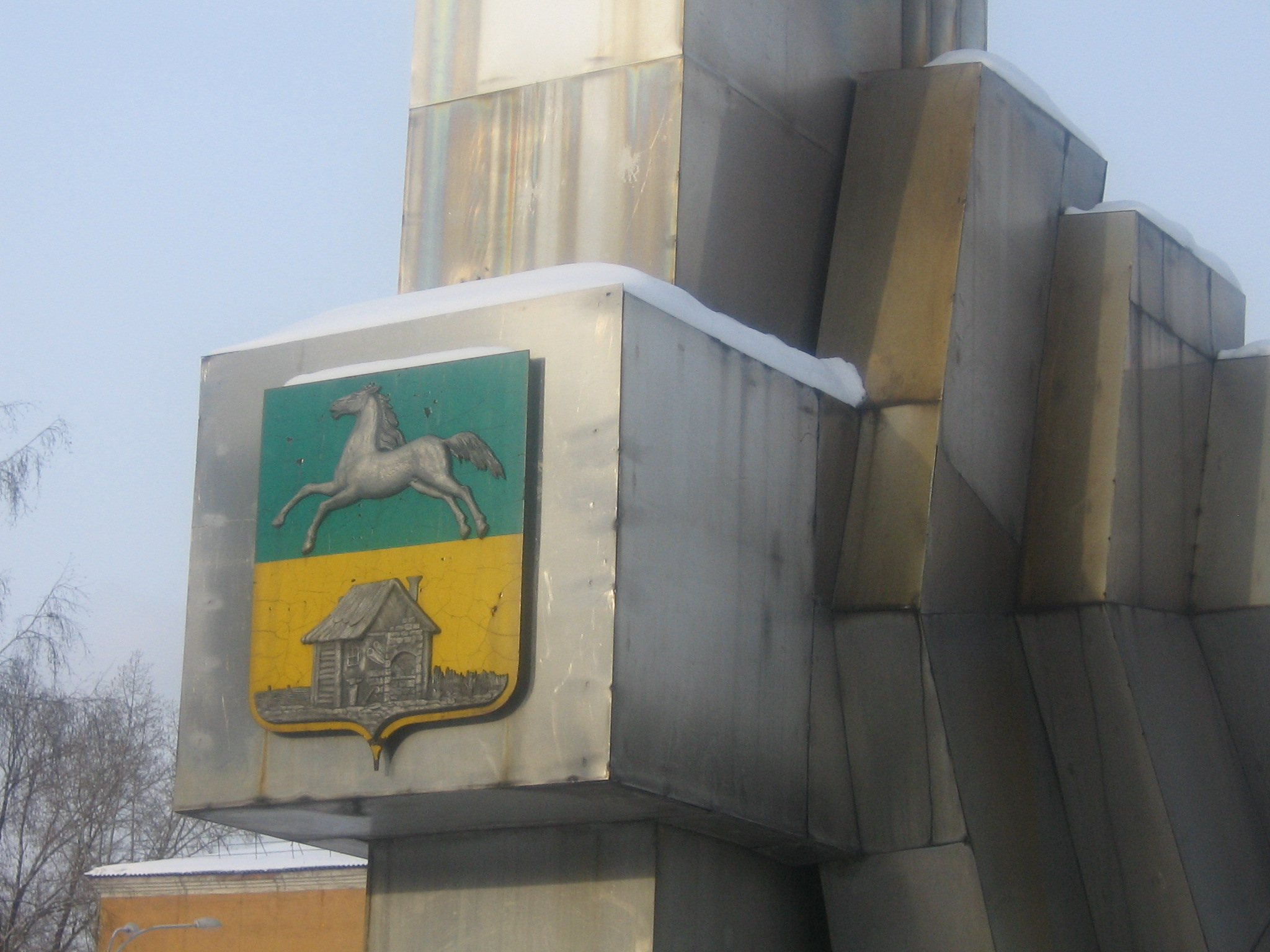
Lo Stemma di Novokuzneck sulla Stele Commemorativa "50 Anni di Novokuzneck"

La città di Novokuzneck è una delle più antiche della Siberia. Nel 1603 il Duca di Eushta Mrassa e Condoma andò a Mosca per chiedere allo Zar' la protezione del suo popolo. Il popolo di Eushta è stato denominato "i Tatari di Kuzneck" oppure semplicemente "i Kuzneci" (in italiano: i fabbri) grazie alla loro abilità di fondere il ferro e produrre caldaie.
Per questo motivo la città è stata chiamata inizialmente Kuzneckij Ostrog. Prima della conquista russa i kuzneci erano costretti a barattare prodotti di ferro per prodotti in pellame.
La costruzione della città di Kuzneckij Ostrog è collegata con la storia di Tomsk infatti l'Amministrazione del centro politico e militare nel 1606 fece la richiesta ufficiale a Mosca per la costruzione di una fortezza militare sul fiume Tom'.
Nel autunno del 1617 un gruppo composto da 45 persone alla guida di Ostafij Charlamov Michalevskij partirono per fondare la Kuzneckij Ostrog.
Il 14 aprile 1618 i militari sbarcarono sul versante sinistro del fiume Tom'. Il 3 maggio 1618 è stata costruita la prima fortezza militare di Kuzneck. Due anni dopo nel 1620 la Fortezza fu spostata sul versante destro del fiume Tom'.

## Epoca preindustriale (1618-1929)

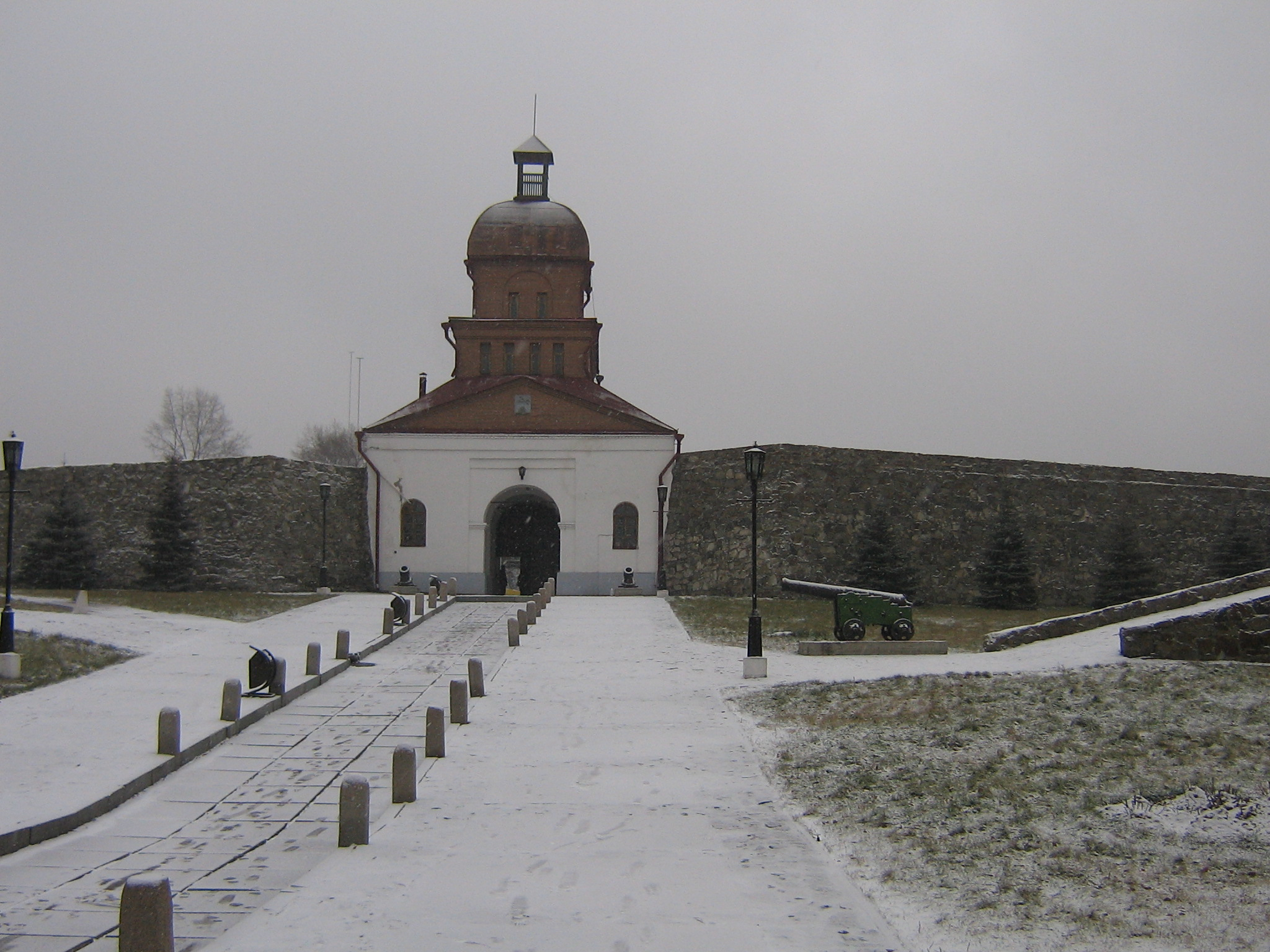
La Fortezza di Kuzneck, la vecchia città di Novokuzneck

La base fondata nel 1618 dai militari russi divenne una città nel 1622. Inizialmente la città era una fortezza sul confine della Russia per proteggersi dai calmucchi e dai chirghisi.
Gli strelizzi di Mosca vennero mandati a Kuzneck dal 1648 al 1682 e la città divenne un luogo per scontare le condanne penali date ai prigionieri militari. Nel 1658 i mongoli hanno bruciarono la fortezza vecchia.
Nel 1705 la città contava 1 500 abitanti con 290 case. Una nuova fortezza fu costruita nel 1780-1790 per proteggere la città dai chirghisi e dai cinesi. Nel XVIII secolo a Kuzneck abitavano 3,020 persone, la città contava 454 case, 6 chiese, 2 fabbriche dei mattoni, 1 fabbrica che produceva pellame e 1 fabbrica del sapone.
La fortezza di Kuzneck non fu mai usata nei tempi di guerra, ma restò a servizio del servizio militare russo fino al 1846.
I muri della fortezza sono costruiti con mattoni e pietre. Al suo interno si trovava una chiesa ortodossa russa. Nel 1998 il complesso militare divenne il Museo Storico ed Archeologico della Città di Novokuzneck. Sotto la fortezza sono nascoste numerosi catacombe. Nel 1934 la fortezza venne sconsacrata. La fortezza di Kuzneck è il logo del quotidiano più importante di Novokuzneck - L'Operaio di Kuzneck (in cirillico: Кузнецкий Рабочий).
Fino al 1917, l'anno della Rivoluzione d'ottobre, Kuzneck era una città tranquilla con l'artigianato (in primis quello del ferro) che era il pilastro portante dell'economia cittadina che aveva un'agricoltura ben sviluppata e un livello crescente degli scambi commerciali grazie alla sua posizione vicino alla Mongolia e alla Cina. Inoltre, Kuzneck era una delle principali città russe con miniere d'oro scoperte nella zona dei Kuzneckij Alatau.
Nel 1919 la città è stata occupata dalle armate rosse sotto la guida di Rogov.

## Epoca industriale

### 1929-1941

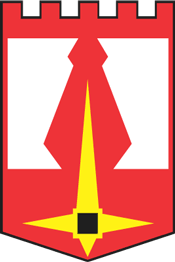
Stemma sovietico di Novokuzneck introdotta l'8 luglio 1970

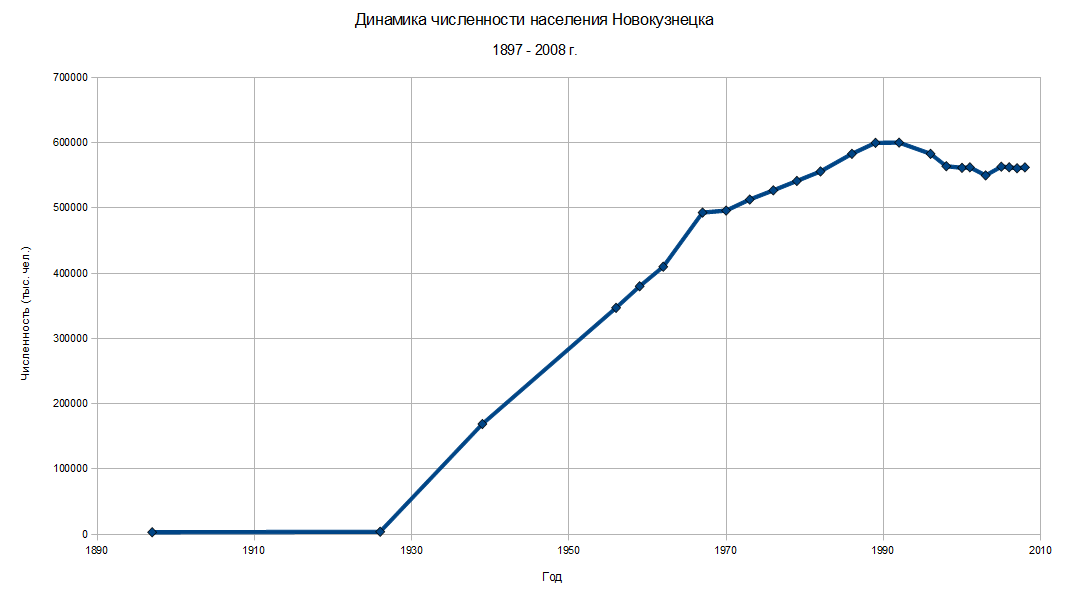
La crescita demografica di Novokuzneck nel 1890 - 2008.

Nel 1929 è stato fondato il KMK (in russo Кузнецкий Металлургический Комбинат?, in inglese: Novokuznetsk Iron and Steel Plant) ossia Kombinat Metallurgico di Kuzneck. uznKMK ha cambiato il nome in NKMK quando Kuzneck diventò Novokuznetsk.
I lavoratori del KMK hanno fondato Sad-Gorod (in italiano: Città Giardino) come venne chiamato in una sua poesia il poeta rivoluzionario russo Vladimir Vladimirovič Majakovskij che dice
"Я знаю — город будет, (Io so — la città ci sarà,)
Я знаю — саду цвесть, (Io so — il giardino fiorirà,)
Когда такие люди, (Quando tale gente,)
В стране Советской есть. (Nel paese Sovietico ci sono.)"
Nella città in nome di Vladimir Majakovskij è stata costruita una piazza ed anche un monumento.
Il 2 marzo 1932 la città di Novokuzneck è stata unificata ed è stata rinominata in Stalinsk in nome del leader dell'PCUS Iosif Stalin.
Nel 1939 la Stalinsk e la vecchia città di Kuzneck sono stati unite sotto il nome di Stalinsk-Kuzneck.

### 1941-1945
Durante la Seconda guerra mondiale nella città sono state trasferite le fabbriche di Zaporižžja dell'Ucraina e di Volchov.
64 000 persone di Novokuzneck hanno partecipato ai combattimenti, più di 14 000 di loro non sono tornati a casa dopo la fine della guerra. 52 persone nate a Novokuzneck hanno guadagnato il titolo di Eroe dell'Unione Sovietica.
Nel 1943 è stata fondata la Fabbrica di Alluminio di Novokuzneck (in russo Новокузнецкий алюминиевый завод?).
Durante gli anni della Guerra nella città è stato prodotto il metallo per 45 000 aerei, 50 000 carri armati pesanti, 100 milioni di proiettili, pari a circa la metà della produzione militare sovietica negli anni della Seconda guerra mondiale.
Il Teatro di Operetta di Mosca (in russo Московский театр оперетты?) ed il Teatro "Torcia Rossa" di Novosibirsk (in russo Новосибирский театр "Красный факел"?) sono stati evacuati a Novokuzneck.

### 1945-1989
Kuzbasskij ITL conosciuto anche come Kuzbassžilstroj, Kuzbasslag (in russo Кузбассжилстрой, Кузбасслаг?) esistito dal 1946 al 1948, contava nel 1948 circa 10000 detenuti.
Južno-Kuzbasskij ITL conosciuto anche come Južkuzbasslag (in russo Южкузбасслаг?) esistito dal 1947 al 1960, contava nel 1953 circa 25000 detenuti.
Nell'immediato dopoguerra la città incominciò una massiccia campagna di edilizia popolare. Le Prospettive di Metallurgov e Kurako (in russo проспекты Металлургов и Курако?) il centro cittadino ha acquisito un panorama moderno. Sono stati edificati i viali di Kutuzov e di Suvorov (in russo улицы Кутузова и Суворова?). Le zone della vecchia città di Kuzneck e delle cittadine di minatori di carbone Abaševo e Bajdaevka (in russo Абашево и Байдаевка?) hanno avuto la notevole crescita con nuovi edifici residenziali.
Alla fine degli anni 50 incominciò la costruzione del gigante della metallurgia sovietica, il Combinato Metallurgico della Siberia Occidentale (in russo Западно-Сибирский металлургический комбинат?) conosciuto anche come ZapSibMK. La costruzione dello ZapSibMK era affidata ai giovani comunisti del PCUS ovvero ai giovani di Komsomol che arrivavano in Siberia dalla parte europea della Russia. Il 27 luglio 1964 lo ZapSibMK ha prodotto il primo ferro. Nel 1971 il Combinato ha guadagnato l'Ordine di Lenin per il meriti produttività.
Negli anni 70 del XX secolo nella città sono stati costruiti l'Arena di Ghiaccio dei Metallurgi di Kuzneck, le piscine comunali, il Circo Municipale, la parte nuova di via di Kirov. Sono entrati in servizio i filobus, le scuole elementari ed i licei.
Nel 1989 a Novokuzneck abitavano circa 608 000 persone. La città aveva i 4 stadi, 6 piscine, il Palazzo dello Sport.
La rete culturale della città includeva 4 musei municipali con 300 000 visitatori all'anno, la Biblioteca Nikolaj Gogol con più di 1 milione di libri con 2 000 visitatori al giorno, 4 teatri, 10 Palazzi di Cultura ed anche un Planetario. Inoltre nella città funziona il Club di Jazz Gelikon, la Casa dei Giornalisti, Scrittori e Musicisti ed Artisti.

## Anni novanta
Nel 1990 era il centro degli scioperi dei minatori di carbone di Kuzbass Meridionale ed era chiamata la capitale criminale della Siberia per la guerra degli oligarchi, che lottavano per il controllo delle locali fabbriche e miniere di carbone.
Dal 1990 al 1998 i principali combinati della città sono stati portati alla bancarotta per privatizzare al basso costo, in seguito alla quale Novokuzneck era entrata in una profonda crisi economica-sociale.
In seguito alla guerra degli oligarchi il gruppo EVRAZ, registrato in Lussemburgo sotto il controllo di Roman Abramovič, privatizzò i principali combinati della città siberiana dopo la crisi indotta nel 1998.

## Epoca contemporanea
Il 12 marzo 2009 il Primo Ministro russo Vladimir Putin è stato a Novokuzneck in una visita statale. Inoltre, Vladimir Putin ha riunito a Novokuzneck la Commissione del Governo della Federazione Russa con la partecipazione dei Ministri: Igor Shuvalov, Dmitrij Kozak, Aleksej Kudrin, Elvira Nabiullina, Aleksandr Žukov e dei Governatori delle Regioni russi: Oblast' di Belgorod (Evgenij Savčenko), Oblast' di Kemerovo (Aman Tuleev), Oblast' di Samara (Vladimir Artjakov), Oblast' di Novosibirsk (Vladimir Tolokonskij), Kraj di Chabarovsk (Victor Ishaev), Primorskij Kraj (Sergej Dar'kin), Repubblica di Buriazia (Vjačeslav Nagovicyn) per le questioni e le analisi dettagliate dello sviluppo economico e sociale regionale della Russia nelle condizioni della crisi economica mondiale, in particolare del Distretto Siberiano.
Il 17 maggio 2010 a Novokuzneck si è riunita la Commissione del Governo della Federazione Russa con il Primo Ministro russo Vladimir Putin, il Primo Vice-Ministro Viktor Zubkov, il Governatore dell'Oblast' di Kemerovo Aman Tuleev e con i maggiori azionisti del Evraz Group Roman Abramovič, Gennadij Kazovoj, Aleksandr Abramov. La Commissione si è riunita in seguito alle esplosioni del gas metano nella Miniera Raspadskaja nei pressi di città di Meždurečensk dove sono morti 66 minatori e 24 persone, tra quali anche i soccorritori della Protezione Civile della Russia risultavano dispersi al momento della riunione della Commissione. Vladimir Putin ha sottolineato l'importanza di sicurezza nei luoghi di lavoro nelle miniere russe chiamando inaccettabile la situazione quando decine di minatori sono costretti a rischiare la vita ogni giorno per il bene di pochi intendendo gli azionisti del Evraz Group. Putin ha detto che il Governo si occuperà non solo nella sicurezza nei luoghi di lavoro, ma anche nella riforma delle responsabilità degli azionisti e della dirigenza delle miniere russe in caso di inosservanza delle regole.
Il 2 febbraio 2011 alle ore 24:00 (ora locale) un minatore trentaseienne è rimasto ucciso nella "Miniera Antonovskaja" S.p.a. (in russo ЗАО «Шахта Антоновская»?) nei pressi di Novokuzneck in seguito alla rottura della colonna vertebrale in un crollo all'interno della miniera. Nella stessa miniera nel 2001 sono rimasti uccisi 4 minatori e 9 sono stati gravemente feriti in seguito all'esplosione del gas metano.